# Museum Odense
Museum Odense (indtil 2022: Odense Bys Museer) er en selvejende museumsinstitution som varetager driften af syv museer. Museumsorganisationen Museum Odense er statsanerkendt jævnfør museumsloven og dækker arkæologi, kulturhistorie, herunder mediehistorie,samt personmuseerne for H.C. Andersen og Carl Nielsen.
Museumsorganisationen Museum Odenses ansvarsområder dækker bredt og indeholder bl.a. løbende indsamling, registrering, bevaring, forskning og formidling indenfor dansk og ikke mindst fynsk kulturarv. Museum Odense udfører således alt fra niche-forskning til populær formidling, både internt og udenfor museerne. Derudover foretages arkæologiske udgravninger (jf. museumsloven kap.8) i Odense, Middelfart, Assens og Nordfyns Kommuner samt for nyere tids vedkommende i Nordfyns og Odense Kommuner samt tilsyn med sten- og jorddiger og fredede fortidsminder i det fynske område.
Museum Odense er kendt for at samarbejde bredt nationalt og internationalt[kilde mangler], med både kulturinstitutioner, læreanstalter og kunstnere. Blandt eksempler herpå kan nævnes H.C. Andersen-samarbejdet med Andersen-centret ved Syddansk Universitet og forskningssamarbejdet med Fudan University i Shanghai.
Organisationen arbejder fra 2012-15 på forskningsprojektet "Stedets betydning", indretning af den nye arkæologiske og kulturhistoriske udstillingsbygning på Møntergården samt turismetiltrækning til især H.C. Andersens Hus. Desuden arbejder museet løbende på at gøre samlingerne tilgængelige for offentligheden og stille dem til rådighed for forskning, samt at udbrede kendskabet til resultaterne af såvel museernes egen forskning samt anden forskning baseret på museernes samlinger.

## Historie
Det første museum i Odense etableredes i 1860 på Odense Slot under navnet Nordisk Museum. I 1885 opførte man en ny museumsbygning i Jernbanegade, hvortil samlingerne blev flyttet. Det nye museum fik det latinske navn Museum Civitatis Othiniensis, som dog allerede 1904 ændredes til Fyns Stiftsmuseum. Med opbygningen af underafdelinger, først H.C. Andersens Hus i 1905-08 og Fyns Folkemuseum i 1910, fik museerne fællesbetegnelsen Odense Bys Offentlige Samlinger.
Nye underafdelinger fulgte. I 1931 åbnede man H.C. Andersens Barndomshjem, Den Fynske Landsby og Møntergården (i dag TID - Museum for Odense) kom til i 1940'erne, oprettet på grundlag af samlingerne i det samtidig lukkede Fyns Folkemuseum. Carl Nielsens Barndomshjem åbnede som museum i 1956.
Fyns Kunstmuseum oprettedes ud fra de kunstsamlinger, der fandtes i Fyns Stiftsmuseum. Carl Nielsen Museet indviedes i 1988. Endelig satsede man i 1980'erne og 90'erne kraftigt på oprettelsen af det arkæologiske museum Fyns Oldtid på den gamle herregård Hollufgård, et projekt man dog opgav i 2003 for at etablere et nyt hovedmuseum på Møntergården i centrum af Odense.
Odense Bys Museers Historie Arkiveret 27. november 2020 hos  Wayback Machine

## Årbogen
Museum Odense udgiver hvert år i april årbogen tidligere kendt som Fynske Minder nu blot Museum Odense, som indeholder museernes årsberetning samt artikler om forskellige betydningsfulde aktiviteter fra det forgange år, bl.a. indenfor museets internationale samarbejder, forsknings og it-projekter, særligt interessante arkæologiske fund/udgravninger og museumsudstillinger samt mange andre emner indenfor museernes arbejdsområder.
Desuden har Museum Odense et årskort, som dækker alle museerne og giver adgang til – 10-15 årlige særlige medlemsarrangementer, fri entré med ledsager til museerne og rabat til Museum Odenses aktiviteter ved Folkeuniversitetet i Odense.